# Купсола (Новотор'яльський район)
Купсо́ла (рос. Купсола, марій. Купсола) — присілок у складі Новотор'яльського району Марій Ел, Росія. Входить до складу Старотор'яльського сільського поселення.

## Населення
Населення — 53 особи (2010; 74 у 2002).
Національний склад (станом на 2002 рік):
- лучні марійці — 97 %